# Mouvement national (Luxembourg)
Pour les autres articles nationaux ou selon les autres juridictions, voir Mouvement national.
Le Mouvement national (en luxembourgeois : National Bewegung, abrégé en NB) est un parti politique luxembourgeois d'extrême droite fondé en 1987.

## Historique
Le mouvement voit le jour le 5 mai 1987 selon les statuts qui figurent au Mémorial à la date du 21 septembre. C'est l'un des deux mouvements d'extrême droite avec le Mouvement de libération de l'Oesling qui émergent des dissensions d'une association de défense de la langue luxembourgeoise fondée en 1971, la Fédération notre pays - notre langue (en luxembourgeois : Federatioun Eist Land - Eis Sprooch) abrégé en FELES. L'organisation prend le nom de Gréng Nationalbewegung (en français : Mouvement national vert) et se réserve le droit d'apparaître aussi sous celui de National Bewegung. Le siège est établi à Tétange et prend pour devise « le Luxembourg aux Luxembourgeois ». Le mouvement de jeunesse est fondé cinq ans plus tard, en janvier 1992.
Bien que le mouvement soit dissous depuis décembre 1995 à la suite des élections législatives et que l'extrémiste Pierre Peters — fondateur du mouvement — se soit retiré de la vie politique, il comparaît devant la justice pour incitation à la haine et à la discrimination raciale en avril 2012,. Des affaires du même genre lui valent une peine d'intérêt général en 2013 et une amende de 7 000 euros en 2016.

## Résultats électoraux

### Élections législatives
| Année | Voix   | %   | Rang | Sièges |
| ----- | ------ | --- | ---- | ------ |
| 1989  | 82 316 | 2,7 | 8e   | 0 / 60 |
| 1994  | 82 581 | 2,8 | 8e   | 0 / 60 |

### Élections européennes
| Année | Voix   | %   | Sièges | Rang | Tête de liste | Groupe |
| ----- | ------ | --- | ------ | ---- | ------------- | ------ |
| 1989  | 28 885 | 2,9 | 0 / 6  | 7e   |               |        |
| 1994  | 24 141 | 2,4 | 0 / 6  | 8e   |               |        |